# Рамнульф I де Пуатьє
Рамнульф або Ранульф I де Пуатьє (*Ramnulf Ier de Poitiers, 820 —15 вересня 866) — герцог Аквітанії у 852—866 роках, граф Пуатьє у 835—866 роках. Засновник династії Рамнульфідів.

## Життєпис
Ймовірно був сином Жерара, графа Оверні, та Ґільдегард (настоятельки абатства Сен-Жан-Лан), доньки імператора Людовика I Благочестивого. Народився у 820 році. Виховувався при дворі свого батька, а потім діда по материнській лінії. У 835 році той призначив його графом Пуатьє, проте це була суто номінальна посада, оскільки Еменон I з роду Гільємідів відмовився поступатися посадою. В подальшому разом з батьком брав участь у війнах з норманами та Піпіном II, королем Аквітанії. 841 році загинув його батько у битві при Фонтенуа, в якій війська Карла II Лисого разом з Людовиком II Німецьким перемогли імператора Лотара I. Напевне Рамнульф брав участь у битві на боці першого.
У 843—844 роках бився проти Піпіна II та його прихильників в Аквітанії. 845 року оженився на доньці графа Менського. У 852 році призначається герцогом Аквітанії при молодому королі Аквітанії Людовику, синові Карла II. У 854 році зрештою зміг перебрати владу над графством Пуатьє.
864 року неподалік в міста Пуатьє переміг норманів, що підтримали Піпіна II, який вкотре повстав. Рамнульф I зумів захопити Піпіна, передавши того Карлу Лисому. У 866 році у битві при Шатонеф-сюр-Сарт разом з Робертом Сильним, графом Парижу, переміг норманів, що сплюндрували графство Мен. Проте вже 2 липня того ж року війська на чолі з Робертом і Рамнульфом зазнали поразки у битві Бріссарті від нормано-бретонського війська. Помер від поранень у вересні того ж року. В результаті титул герцога було скасовано, владу над Аквітанією перебрав безпосереднього Людовик II Заїка, а графство Пуатьє — Бернарду Гільєміду.

## Родина
Дружина — Біліхільда, донька Роргона I, графа Мена
Діти:
- Рамнульф (855—890), герцог Аквітанії у 888—890 роках
- Ебль (д/н-893), аббат Сен-Жермен, Сен-Дені
- Гозберт (д/н—892)